# 1211
1211 (MCCXI) fue un año común comenzado en sábado del calendario juliano.

## Acontecimientos
- Gengis Kan - Conquistó el Imperio Jin.
- Alfonso IX de León se reconcilia con la Orden del Temple.
- Catedral de Santiago de Compostela: concluyen las obras iniciadas en 1075.

## Fallecimientos
- 14 de octubre - Fernando de Castilla (1189-1211), infante de Castilla. Hijo de Alfonso VIII de Castilla y de la reina Leonor de Plantagenet.